# Крупенина, Мария Васильевна
Мария Васильевна Крупенина (1892―1950) ― деятель советского педагогического образования, профессор Томского педагогического института.

## Биография
Родилась 7 ноября 1892 года в городе Бологое.
Окончила Психоневрологический институт в Санкт-Петербурге и Бестужевские высшие женские курсы. В 1916-1919 годах работала в системе кооперации в Вятке и Петроградской губернии.
В 1919 году была назначена заведующей детским домом под Москвой, затем работала начальником отдела детских домов Московского отдела народного образования.
В 1922 году принимала деятельное участие в создании Института методов школьной работы. В 1926 году назначена директором этого института (совместно с В.Н. Шульгиным). В 1927-1931 годах работала заместителем директора института. Разрабатывала вопросы истории и теории педагогики, в том числе проблемы связи школы с жизнью, обучения с общественно полезным трудом, выступала за создание «школы-производства». Её взгляды вызвали жесткую критику; многие педагоги опасались, что такие подходы могут привести к снижению образовательного уровня. 
После расформирования института в 1931 году преподавала в Академии коммунистического воспитания, во 2-м Московском государственном университете и Московском областном педагогическом институте. 
В 1931 году была назначена директором опытно-показательной школы имени П.Н. Лепешинского, в 1932-1933 годах трудилась в должности профессора во ВКИПе. в 1933-1935 годах была заведующей кафедрой в Московском областном педагогическом институте.
В сентябре 1935 года была командирована (фактически сослана) в Томск, где стала работать профессором и заведующей кафедрой педагогики Томского государственного педагогического института. Здесь она завершила работу над учебником по истории педагогики, написала докторскую диссертацию «Состояние народного образования и педагогических идей во Франции накануне буржуазной революции 1789 г.»., которую она должна была защищать в конце 1937 года в Москве.
Но 12 сентября 1937 года партийное собрание института исключила Крупенину из рядов ВКП(б) «за связи с врагами народа Радеком и Орахелашвили». В октябре того же года она была уволена из института. Крупенина вернулась в Москву, где была арестована 22 апреля 1938 «за активное участие в контрреволюционной право-троцкистской организации в Наркомпросе». 23 сентября 1938 года приговорена к 10 годам тюремного заключения.
В 1948 году вышла на свободу и до 1950 года работала учителем в Северо-Казахстанской области, затем заведовала методическим кабинетом областного отдела образования. Умерла 18 декабря 1950 года в городской больнице города Петропавловск. 
В 1955 году была посмертно реабилитирована.

## Вклад в науку
Автор методики воспитания нового человека социалистического общества. Вместе с Виктором Шульгиным разработала концепцию «взаимодействия школы и среды». Главными положениями этой концепции были: изучение окружающих школу сфер семьи, улицы, производства; включения учителей и учеников школы в жизнь среды, которое должно способствовать повышению воспитательного потенциала среды. По Крупениной, «сама жизнь» учила на фабриках и заводах, в колхозах и тд.
Взгляды Крупениной и Шульгина вызвали жесткую критику среди педагогов, которые опасались, что такие подходы могут привести к снижению образовательного уровня, противопоставлению задач обучения и воспитания.